# SNECMA C.450 Coléoptère
SNECMA C.450 Coléoptère byla francouzská koleoptéra postavená francouzskou společností SNECMA specializující se na letecké motory. Stroj byl schopen vertikálního vzletu a přistání (VTOL), startoval výlučně vertikálně a přistával na ocasní plochy (tzv. koncepce „tailsitter“). Letadlo s prstencovým křídlem dalo vzniknout pojmu koleoptéra, který zahrnuje stroje obdobné konstrukce (Coléoptère v překladu znamená brouk).

## Vývoj
V 50. letech 20. století studená válka mezi východním blokem a západními státy nabírala na intenzitě a členské státy NATO (zejména USA, Spojené království) se začaly zabývat koncepcí letadel se svislým startem a přistáním (VTOL). Jejich největší výhodou bylo to, že nepotřebovaly žádné přistávací dráhy. Při úderu vojsk Varšavské smlouvy by jedny z prvních útoků vedly na letiště, čímž by nepřítel paralyzoval letectvo a získal výhodu. Stroje VTOL měly tuto výhodu minimalizovat a výrazně posílit bojeschopnost letectev NATO.
Obdobně jako americké společnosti Ryan, Convair a Lockheed hledala i francouzská firma SNECMA (Société Nationale d’Etude et de Construction de Moteurs d’Aviations) specializující se na letecké motory zdroj inspirace u německého nacistického projektu kolmostartujícího stroje Focke-Wulf Triebflügel. Plánované letadlo mělo startovat z kolmé polohy (z podvozku na „ocasních plochách“), poté přejít do horizontálního letu a pro přistání se opět překlopit do kolmé polohy a pomalu dosednout na zem. SNECMA musela nejprve vyvinout potřebný proudový motor. Těžila z poznatků továrny Bayerische Motorenwerke (BMW) v Rickenbachu, která během druhé světové války vyráběla proudové motory BMW 003 (Rickenbach ležící u švýcarských hranic po skončení války připadl do francouzského okupačního pásma).
V projektu byl zainteresován rakouský konstruktér hrabě Helmut von Zborowski (narozený v Terezíně, pracoval za 2. světové války jako inženýr u BMW), jenž navrhl prstencové křídlo. Ačkoli tento návrh se jevil zpočátku až příliš neortodoxní, testy v aerodynamickém tunelu v Cannes měly pozitivní výsledky.
SNECMA v polovině 50. let vyrobila proudový motor SNECMA Atar Volant schopný svislého pohybu a manévrování v těchto polohách. Firma Nord Aviation měla tento úspěšný motor s označením Atar 101 E5V o tahu 3 700 kp zakomponovat do letadla. V dubnu 1958 byl drak letadla hotov, vznikl tak velmi nekonvenční stroj C.450, který dostal název Coléoptère („brouk“). Ten byl přepravován na místo startu ve vodorovné poloze na speciálním voze, kde byl postaven do svislé polohy. 17. dubna 1959 podnikl pilot Augusto Morel první kolmý vzlet na připoutaném stroji. Vše proběhlo bez potíží a 11. května 1959 se uskutečnil první volný let trvající cca 3½ minuty. Pilot s koleoptérou manévroval a pokusil se i o mírné náklony. Během devátého letu 25. června 1959 provedl náklon o 36° a vrátil se zpět do svislé polohy do visu. Během sestupu k přistání však letadlo klesalo rychleji, než bylo bezpečné a oscilovalo přitom ve všech osách. Pilot se ve výšce přibližně 75 m katapultoval, stroj narazil do země a byl zničen. Havárie znamenala konec projektu. Byla provedena detailní analýza a došlo se k závěru, že další výzkum by nevedl k vývoji dostatečně bojeschopného letadla.

## Konstrukce
Typ C.450 Coléoptère byl jednomotorový jednomístný zkušební letoun nekonvenční celokovové konstrukce. Ačkoliv na první pohled vypadal jako letoun s velkým zaplášťovaným rotorem, koncepce byla jiná. Stroj neměl klasické ocasní plochy, nosnou plochou bylo prstencové křídlo obepínající zadní část trupu. Podvozek byl pevný čtyřbodový s malými koly připevněný vzpěrami k žebrům křídla. Prstencové křídlo bylo dlouhé 3 metry a mělo průměr 3,2 metru. Jeho kostru tvořily tři hlavní prstence, prostor mezi prvním a druhým nosníkem vyplňovala palivová nádrž, která mohla pojmout 700 kg paliva. Křídlo bylo spojeno s trupem čtyřmi vzpěrami ve tvaru šípových křídel. Na konci křídla se nacházela čtyři trojúhelníková kormidla, která dohromady tvořila jakési ocasní plochy letadla. Tyto plochy doplňovaly dvě malé zatažitelné plošky na přídi, jejichž účelem bylo vylepšovat stabilitu letadla při přechodu z vertikální do horizontální polohy a naopak.
Pilot seděl na katapultovací sedačce, která byla pro zajištění pilotova nejlepšího možného výhledu zavěšena pohyblivě kolem příčné osy a umožňovala náklon −10° až 45°. Pedály soustavy směrového řízení chyběly, jejich funkci přebrala ovládací páka.

## Specifikace

### Technické údaje
- Pohon: 1× proudový motor SNECMA Atar 101 E5V, tah 3 700 kp [1]
- Délka: 8,02 m [1]
- Průměr prstencového křídla: 3,20 m [1]
- Rozpětí včetně kormidel: 4,51 m
- Max. vzletová hmotnost: cca 3 000 kg [1]
- Posádka: 1

### Výkony
- Maximální rychlost: 800 km/h (předpokládaná)
- Dynamický dostup: 3 000 m
- Stoupavost: 130 m/s (u země)